# Аеродром Будимпешта
Међународни аеродром „Ференц Лист” Будимпешта (мађ. Budapest Liszt Ferenc Nemzetközi Repülőtér), незванично познат и као „Ферихеђ” по старом називу, је међународни аеродром мађарске престонице Будимпеште, смештен 16 километара југоисточно од града. То је далеко најпрометнија ваздушна лука у Мађарској, као и једна од најпрометнијих у средњој Европи - 2018. године ту је превезено око 15 милиона путника.
Аеродром је седиште мађарске ниско-тарифне авио-компаније Виз ер, а авио-база је и за ирску ниско-тарифну авио-компанију „Рајанер” и пољску националну авио-компанију ЛОТ. Аеродром од 2011. године носи име познатом мађарског композитора Ференца Листа.

## Авио-компаније и дестинације

### Путнички
Од септембра 2024., следеће авио-компаније обављају редовне летове и чартер летове до и од аеродрома Ференц Лист:
| Airlines                      | Destinations |
| ----------------------------- | --- |
| Aegean Airlines               | Athens |
| Aer Lingus                    | Dublin |
| Air Cairo                     | Seasonal: Hurghada |
| Air China                     | Beijing–Capital, Chongqing |
| Air France                    | Paris–Charles de Gaulle |
| Air Serbia                    | Belgrade |
| airBaltic                     | Riga |
| AJet                          | Istanbul–Sabiha Gökçen |
| arkia                         | Tel Aviv |
| Austrian Airlines             | Vienna |
| Bluebird Airways              | Tel Aviv |
| British Airways               | London–Heathrow |
| Brussels Airlines             | Brussels |
| China Southern Airlines       | Guangzhou |
| easyJet                       | Basel/Mulhouse, Bordeaux (begins 26 October 2025), Geneva, London–Gatwick, Lyon, Nantes (begins 27 October 2025), Paris–Charles de Gaulle |
| Egyptair                      | Cairo |
| El Al                         | Tel Aviv |
| Emirates                      | Dubai–International |
| Eurowings                     | Cologne/Bonn, Düsseldorf, Hamburg, Stuttgart |
| Finnair                       | Helsinki |
| flydubai                      | Dubai–International |
| FLYYO                         | Seasonal charter: Tel Aviv |
| Hainan Airlines               | Shenzhen |
| Iberia                        | Madrid |
| Israir                        | Tel Aviv |
| Jazeera Airways               | Seasonal: Kuwait City (begins 5 June 2025) |
| Jet2.com                      | Birmingham, East Midlands (begins 10 October 2025), Leeds/Bradford, Manchester Seasonal: Glasgow (begins 28 November 2025), Newcastle upon Tyne |
| KLM                           | Amsterdam |
| Korean Air                    | Seoul–Incheon |
| LOT Polish Airlines           | Warsaw–Chopin |
| Lufthansa                     | Frankfurt, Munich |
| Luxair                        | Luxembourg |
| Norwegian Air Shuttle         | Copenhagen, Oslo, Stockholm–Arlanda |
| Pegasus Airlines              | Istanbul–Sabiha Gökcen Seasonal charter: Antalya |
| Qanot Sharq                   | Tashkent |
| Qatar Airways                 | Doha |
| Ryanair                       | Alicante, Athens, Barcelona, Bari, Beauvais, Belfast–International, Bergamo, Berlin, Birmingham, Bologna, Bristol, Cagliari, Catania, Charleroi, Copenhagen, Dublin, Edinburgh, Faro, Gran Canaria, Hahn, Katowice (begins 3 July 2025), Lisbon, Liverpool, London–Stansted, Madrid, Málaga, Malta, Manchester, Marseille, Milan–Malpensa, Naples, Nuremberg, Palermo, Paphos, Pisa, Porto, Prague, Rome–Ciampino, Seville, Shannon, Stockholm–Arlanda, Sofia, Tel Aviv, Tenerife–South, Thessaloniki, Tirana, Toulouse, Treviso, Trieste, Valencia, Warsaw–Modlin Seasonal: Alghero, Amman–Queen Alia, Burgas, Castellón, Chania, Corfu, East Midlands, Gothenburg, Lanzarote, Mykonos, Palma de Mallorca, Preveza/Lefkada, Rhodes, Rimini, Skiathos, Zadar, Zakynthos |
| Scandinavian Airlines         | Copenhagen |
| SCAT Airlines                 | Shymkent (begins 27 May 2025) |
| Shanghai Airlines             | Ningbo, Shanghai–Pudong, Xi'an |
| Smartwings                    | Seasonal charter: Almeria (begins 31 May 2025), Antalya, Barcelona, Bodrum (begins 4 June 2025), Burgas, Corfu, Fuerteventura, Heraklion, Hurghada, Karpathos, Kefalonia, Marsa Alam, Palma de Mallorca, Preveza/Aktion, Rhodes, Sharm El Sheikh, Taba, Tirana, Zakynthos |
| SunExpress                    | Seasonal: Antalya, İzmir |
| Swiss International Air Lines | Zürich |
| TAROM                         | Bucharest–Otopeni |
| TUI Airways                   | Seasonal: London–Gatwick, Manchester |
| Turkish Airlines              | Istanbul |
| Wizz Air                      | Abu Dhabi, Alicante, Amman–Queen Alia, Athens, Baku, Barcelona, Bari, Basel/Mulhouse, Berlin, Bilbao (begins 1 July 2025), Birmingham, Brașov, Bucharest–Baneasa, Catania, Charleroi, Chișinău, Copenhagen, Dortmund, Dubai–International, Eindhoven, Funchal, Gdańsk (begins 30 June 2025), Genoa, Girona, Giza, Glasgow (ends 25 October 2025),Шаблон:Bcn Hurghada, Istanbul, Jeddah, Kutaisi, Larnaca, Lisbon, Liverpool, London–Gatwick, London–Luton, Madrid, Málaga, Malta, Marrakech, Memmingen, Milan–Malpensa, Naples, Nice, Paris–Orly, Podgorica, Reykjavík–Keflavík, Rome–Fiumicino, Salerno, Sharm El Sheikh, Stockholm–Arlanda, Stuttgart, Târgu Mureș, Tel Aviv, Tenerife–South, Thessaloniki, Tirana, Valencia, Venice, Vilnius (begins 30 June 2025), Warsaw–Chopin, Wrocław (begins 1 July 2025), Yerevan Seasonal: Alghero, Antalya, Burgas, Corfu, Gran Canaria, Heraklion, Palma de Mallorca, Rhodes, Santorini, Zakynthos |

### Карго
| Airlines               | Destinations                                                                     |
| ---------------------- | -------------------------------------------------------------------------------- |
| Cargolux               | Ashgabat, Baku, Bangkok–Suvarnabhumi, Hong Kong, Luxembourg, Shenzhen, Zhengzhou |
| China Cargo Airlines   | Shanghai–Pudong                                                                  |
| FedEx Express          | Paris–Charles de Gaulle                                                          |
| Hungary Air Cargo      | Zhengzhou                                                                        |
| Korean Air Cargo       | Frankfurt, Seoul–Incheon                                                         |
| My Freighter           | Tashkent                                                                         |
| Qatar Airways Cargo    | Doha, Prague                                                                     |
| SF Airlines            | Ezhou                                                                            |
| Sichuan Airlines Cargo | Almaty, Chengdu–Shuangliu                                                        |
| Turkish Cargo          | Istanbul                                                                         |
| UPS Airlines           | Cologne/Bonn                                                                     |